# Chalybion minos
Chalybion minos är en biart som först beskrevs av De Beaumont 1965.  Chalybion minos ingår i släktet Chalybion och familjen grävsteklar. Inga underarter finns listade i Catalogue of Life.